# Unia Literacka
Unia Literacka – polskie stowarzyszenie zawodowe i twórcze zrzeszające pisarzy i pisarki.

## Historia
Unia Literacka została wymyślona przez grupę pisarzy i pisarek. Pomysł jej utworzenia zrodził się w marcu 2017 roku na Targach Książki w Londynie. We wrześniu tego samego roku (2017) odbyło się zebranie założycielskie, natomiast 24 czerwca 2019 roku stowarzyszenie wpisano do KRS. Od 2022 roku stowarzyszenie jest członkiem European Writers Council.

## Działalność
Unia Literacka została powołana w celu popularyzowania dobrych praktyk pomiędzy pisarzami a wydawcami, zapewnienia pisarzom systemu ubezpieczeń, działania na rzecz zwiększenia kwot na zakupy nowości do bibliotek, a także bronienia praw pisarzy oraz promowania dobrych praktyk na rynku książki. Jej celem jest także reprezentowanie interesów twórców i lobbing na rzecz rozwiązań korzystnych dla literatury i czytelnictwa w Polsce, pojawił się także zamysł, by stała się forum wymiany wiedzy fachowej. Do Stowarzyszenia należą pisarze profesjonalni, twórcy literatury pięknej, gatunkowej, popularnej, dziecięcej, reportażu, poezji. O warunkach członkostwa UL pisze na swojej stronie internetowej, na stronie zamieszcza także praktyczne informacje dotyczące pracy pisarzy i pisarek, na przykład wzory umów modelowych oraz poradnik o naruszeniu własności intelektualnej twórców non-fiction.
We współpracy ze Stowarzyszeniem Tłumaczy Literatury (STL) i samorządami, SUL powołało rezydencje literackie w Gdańsku, Krakowie i Warszawie.
W początkach pandemii Covid-19 powstał „UL z książkami”, lockdownowy cykl 50 spotkań autorskich online oraz przygotowano zapomogi dla pisarek i pisarzy, których pandemia Covid-19 wpędziła w kłopoty finansowe.
Wspólnie z Krakowskim Biurem Festiwalowym (KBF) i STL SUL zorganizowało Kongres Książki w Krakowie. W kolejnych edycjach Kongresu powstały umowy modelowe - dostępne za darmo na stronie internetowej SUL oraz opinia prawna o „prawie do faktów” (która jest rekomendowana wszystkim twórczyniom i twórcom literatury w Polsce). Powstała również Konwencja Krakowska, czyli pierwszy kodeks dobrych praktyk, wypracowany ze strony pisarzy przez Unię Literacką, ze strony tłumaczy – przez Stowarzyszenie Tłumaczy Literatury, natomiast ze strony wydawców – przez nieformalną grupę pod przewodnictwem Magdaleny Dębowskiej z Wydawnictwa Karakter.
Jak ogłoszono: „Konwencja Krakowska to spis dobrych praktyk, do których przestrzegania zobowiązują się jej sygnatariusze. Zawarte w niej zasady mają pomóc w zadbaniu o prawa twórców, budowaniu rynku książki, a także odpowiadać na realne potrzeby podmiotów na nim działających. Dokument podejmuje także tematy związane z prawem autorskim i rozwojem publikacji cyfrowych”.
Wspólnie z STL SUL zbudowało stronę Impresariatu Literackiego, która ułatwia kontakt organizatorów spotkań z autorami i tłumaczami.
Ponadto Unia Literacka brała udział w pracach legislacyjnych nad ustawą o ubezpieczeniach artystów, lobbuje za zmianami korzystnymi dla pisarstwa, czytelnictwa, oraz literatury. Przyczyniła się również do znowelizowania ustawy o prawie autorskim.
Stowarzyszenie Unia Literacka opublikowała raport Katarzyny Boni „Analiza zarobków pisarskich w latach 2017–2021”. Ujęte w nim dane pozwalają skonkretyzować pytanie o równe traktowanie kobiet i mężczyzn w obszarze literatury.
We wrześniu 2024 r. Stowarzyszenie Unia Literacka zorganizowało aukcję charytatywną na zakup sprzętu ochronnego i medycznego dla ukraińskiego pisarza Serhija Żadana służącego w ukraińskiej armii  i biorącego udział w walkach w Charkowie i obwodzie donieckim.

## Impresariat literacki - platforma kontaktu organizatorek i organizatorów spotkań literackich z autorami i autorkami[20]
Unia Literacka stworzyła także Impresariat Literacki - platformę kontaktu organizatorek i organizatorów spotkań literackich z autorami i autorkami zrzeszonymi w Unii Literackiej i Stowarzyszeniu Tłumaczy Literatury.
Autorki i autorzy w Impresariacie prezentują swój dorobek, oczekiwane stawki wynagrodzeń za spotkania, warsztaty czy lekcje. Organizatorzy spotkań autorskich i innych eventów mają natomiast możliwość bezpośredniego kontaktu z autorami. 
Platforma jest dostępna pod adresem internetowym https://impresariatliteracki.pl/oraz na stronie Unii Literackiej.

## Władze
Władzami naczelnymi Stowarzyszenia są: Zgromadzenie Stowarzyszenia, Zarząd, Komisja Rewizyjna, Komisja Członkowska, oraz Sąd Koleżeński. Najwyższą władzą Unii Literackiej jest jej Zgromadzenie. Władze Stowarzyszenia wybierane są na 3-letnią kadencję właśnie podczas zgromadzeń UL.
Do zadań i kompetencji Zarządu należy reprezentowanie Stowarzyszenia i koordynowanie jego działalności, a także w szczególności: ochrona moralnych i materialnych interesów pisarzy, wykonywanie uchwał Zgromadzenia, określenie kompetencji Prezydium Zarządu oraz czuwanie nad tokiem ogólnych spraw organizacyjnych, kierowanie sprawami gospodarczymi Stowarzyszenia, przyjmowanie i skreślanie członków w trybie przewidzianym statutem, zwoływanie zgromadzeń i składanie sprawozdania ze swojej działalności. Zarząd jest uprawniony do dokonywania czynności prawnych w imieniu Stowarzyszenia.

## Członkowie-założyciele
- Sylwia Chutnik
- Jacek Dehnel
- Anna Dziewit-Meller
- Małgorzata Gutowska-Adamczyk
- Grzegorz Kasdepke
- Barbara Klicka
- Stanisław Łubieński
- Kaja Malanowska
- Dorota Masłowska
- Zygmunt Miłoszewski
- Joanna Olech
- Grażyna Plebanek
- Justyna Radczyńska
- Klementyna Suchanow
- Marcin Szczygielski
- Piotr Tarczyński
- Ewa Winnicka

## Członkowie zarządu
Członkami Zarządu w kadencji 2023–2025 są:

- Jacek Dehnel – Prezes
- Małgorzata Gutowska-Adamczyk – skarbniczka
- Zygmunt Miłoszewski – sekretarz
- Anna Kochnowicz-Kann
- Grzegorz Piątek
- Max Cegielski
- Joanna Gierak-Onoszko

## Lista członków
A
- Marta Abramowicz
- Magdalena Adaszewska
- Anna Augustyniak

B
- Jan Baron
- Tadeusz Bartoś
- Joanna Bator
- Bogdan Białek
- Miłosz Biedrzycki
- Marek Bieńczyk
- Anna Bikont
- Aleksandra Boćkowska
- Katarzyna Boni
- Tomasz Bonek
- Dominika Buczak
- Stasia Budzisz
- Mirosław Bujko

C
- Max Cegielski
- Wojciech Chamier-Gliszczyński
- Wojciech Chmielarz
- Iwona Chmielewska
- Beata Chomątowska
- Sylwia Chutnik
- Sylwia Chwedorczuk
- Anna Cieplak
- Kamila Cudnik
- Justyna Czechowska
- Joanna Czeczott
- Mariusz Czubaj

D
- Dorota Danielewicz-Kerski
- Krystyna Dąbrowska
- Jacek Dehnel
- Beata Dębska
- Eugeniusz Dębski
- Joanna Dobkowska-Kubacka
- Patrycja Dołowy
- Michał Domagalski
- Artur Domosławski
- Olga Drenda
- Agnieszka Drotkiewicz
- Marta Dzido
- Anna Dziewit-Meller

F
- Joanna Fabicka
- Julia Fiedorczuk
- Natalia Fiedorczuk
- Alicja Filipowska
- Izabela Filipiak
- Katarzyna Fiołek
- Joanna Fligiel
- Agnieszka Frączek
- Andrzej Franaszek
- Igor Frender
- Anna Fryczkowska
- Małgorzata Fugiel-Kuźmińska

G
- Kamil Galus
- Barbara Gawryluk
- Joanna Gierak-Onoszko
- Olga Gitkiewicz
- Weronika Gogola
- Sławomir Gortych
- Sylwia Góra
- Andrzej Grabowski
- Irek Grin
- Mikołaj Grynberg
- Magdalena Grzebałkowska
- Wioletta Grzegorzewska
- Marta Grzywacz
- Marta Guśniowska
- Małgorzata Gutowska-Adamczyk
- Marta Guzowska

H
- Małgorzata Halber
- Brygida Helbig
- Maciej Hen
- Jacek Hołub
- Marzena Hryniszak

I
- Inga Iwasiów

J
- Urszula Jabłońska
- Aneta Jadowska
- Stanisław Kalina Jaglarz
- Maciej Jakubowiak
- Bogusław Janiszewski
- Jerzy Jarniewicz
- Agnieszka Jelonek
- Agnieszka Jeż
- Roksana Jędrzejewska-Wróbel

K
- Małgorzata Kalicińska
- Manula Kalicka
- Agnieszka Karecka
- Maria Karpińska
- Ewa Karwan-Jastrzębska
- Grzegorz Kasdepke
- Eliza Kącka
- Marcin Kącki
- Magdalena Kicińska
- Marta Kisiel
- Anna Klejzerowicz
- Barbara Klicka
- Anna Karolina Kłys
- Marta Knopik
- Radosław Kobierski
- Anna Kochnowicz-Kann
- Jakub Kornhauser
- Barbara Kosmowska
- Weronika Kostyrko
- Dorota Kotas
- Aleksandra Kozłowska
- Marika Krajniewska
- Katarzyna Kubisiowska
- Joanna Kuciel-Frydryszak
- Ada Kussowska
- Michał Kuźmiński
- Adam Kwaśny

L
- Małgorzata Lebda
- Berenika Lenard
- Dagmara Leszkowicz-Zaluska
- Karolina Lewestam
- Elżbieta Lipińska
- Renata Lis

Ł
- Elżbieta Łapczyńska
- Mikołaj Łoziński
- Stanisław Łubieński
- Oskar Łukarski

M
- Piotr Macierzyński
- Katarzyna Majgier
- Jadwiga Malina
- Kaja Malanowska
- Karol Maliszewski
- Maciej Marcisz
- Irmina Maria
- Dorota Masłowska
- Jarosław Maślanek
- Anna Mazurek
- Iza Michalewicz
- Agnieszka Mielech
- Marzena Matuszak
- Piotr Mikołajczak
- Piotr Milewski
- Zygmunt Miłoszewski
- Paulina Młynarska-Hume
- Patrycja Mnich
- Jędrzej Morawiecki
- Izabela Morska
- Remigiusz Mróz
- Weronika Murek

N
- Marcin Niewirowicz
- Katarzyna T. Nowak

O
- Daniel Odija
- Marcin Ogdowski
- Joanna Olech
- Lucyna Olejniczak
- Anna Onichimowska
- Karolina Oponowicz
- Marcin Orliński
- Joanna Ostrowska
- Przemysław Owczarek

P
- Dariusz Pado
- Mateusz Pakuła
- Elżbieta Pałasz
- Zośka Papużanka
- Magdalena Parys
- Paweł Pawlak
- Paweł Pieniążek
- Żaneta Pawlik
- Piotr Pazdej
- Grzegorz Piątek
- Anna Piwkowska
- Grażyna Plebanek
- Paulina Płatkowska
- Paweł Potoroczyn
- Monika Powalisz
- Aneta Prymaka-Oniszk

R
- Justyna Radczyńska
- Małgorzata Rejmer
- Robert Rient
- Adam Robiński
- Zbigniew Rokita
- Bianka Rolando
- Agata Romaniuk
- Ariel Rosé
- Anna Rozenberg
- Joanna Rudniańska
- Michał Rusinek
- Katarzyna Ryrych

S
- Bartosz Sadulski
- Barbara Sadurska
- Anna Sakowicz
- Małgorzata Saramonowicz
- Marta Sawicka-Danielak
- Piotr Siemion
- Mariusz Sieniewicz
- Adrian Sinkowski
- Jarosław Skurzyński
- Żanna Słoniowska
- Jerzy Sosnowski
- Piotr Stankiewicz
- Dionisios Sturis
- Klementyna Suchanow
- Witold Szabłowski
- Jakub Szamałek
- Aleksandra Szarłat
- Ewa Szawul
- Ziemowit Szczerek
- Marcin Szczygielski
- Marcelina Szumer-Brysz
- Marek Szymaniak

Ś
- Monika Śliwińska
- Marcin Świątkowski

T
- Agnieszka Taborska
- Małgorzata Talarczyk
- Piotr Tarczyński
- Wojciech Tochman
- Olga Tokarczuk
- Błażej Torański
- Marta Wiktoria Trojanowska
- Mirosław Tryczyk
- Katarzyna Tubylewicz
- Agata Tuszyńska
- Agnieszka Tyszka

U
- Agnieszka Urbańska
- Grzegorz Uzdański

W
- Michał Wagner
- Adam Wajrak
- Małgorzata Warda
- Katarzyna Wasilkowska
- Maria Wilczek-Krupa
- Ewa Winnicka
- Ilona Wiśniewska
- Mirosław Wlekły
- Szymon J. Wróbel

Z
- Urszula Zajączkowska
- Krzysztof Zajas
- Zofia Zarębianka
- Magdalena Zarębska
- Aleksandra Zbroja
- Anna Zgierun-Łacina
- Katarzyna Ziemnicka

Ż
- Szymon Żuchowski

## Siedziba
Siedziba Stowarzyszenia mieści się w Domu Literatury, przy ul. Krakowskie Przedmieście 87/89, niedaleko Placu Zamkowego w Warszawie, w Kamienicy Leszczyńskich – wzniesionej ok. 1660 r. dla lekarza królewskiego Jana Pastoriusa, od 1666 r. stanowiącej własność prymasa Mikołaja Prażmowskiego, przebudowanej w XVIII wieku dla rodziny Leszczyńskich (projekt: Jakub Fontana), spalonej w 1939 r. a odbudowanej w latach 1948–1949; najbardziej ekspresyjnej fasady rokokowej w Warszawie.

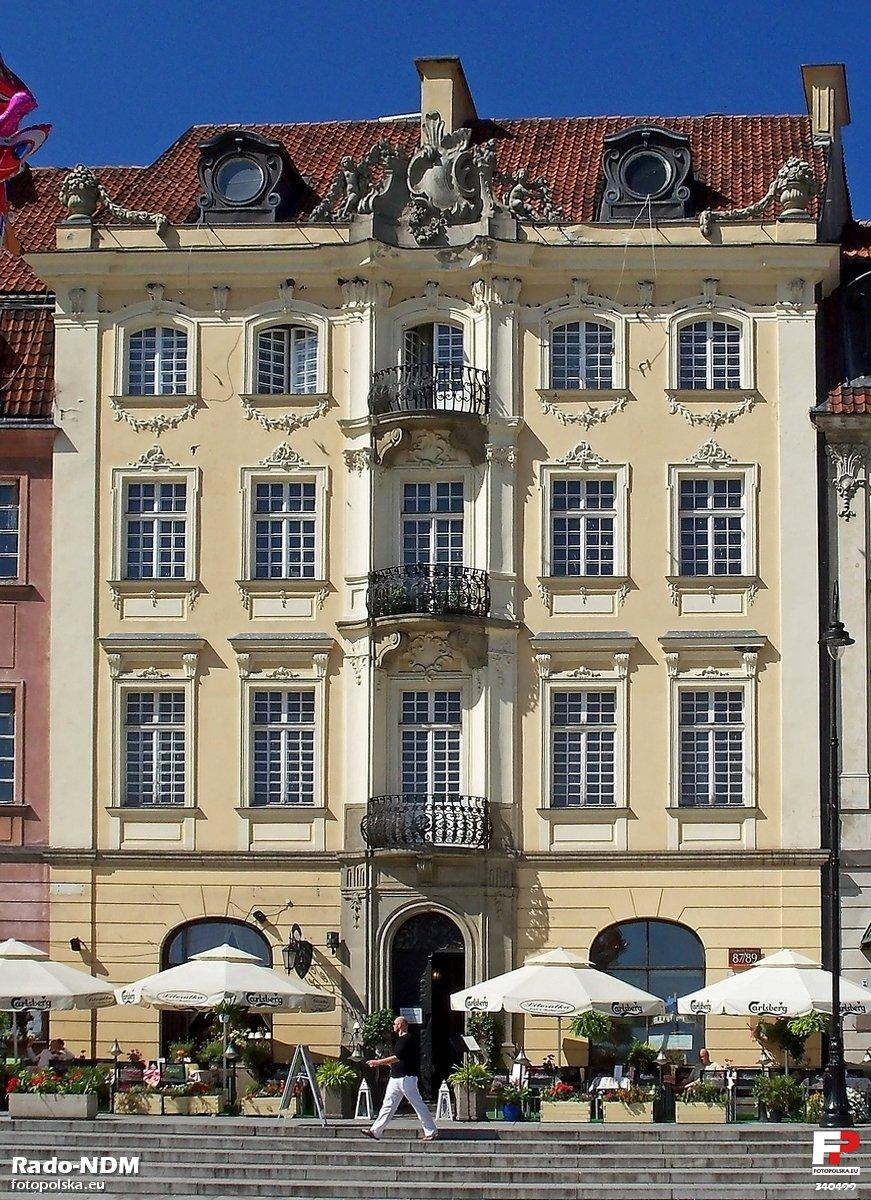
Dom Literatury, siedziba Stowarzyszenia Unia Literacka, Warszawa
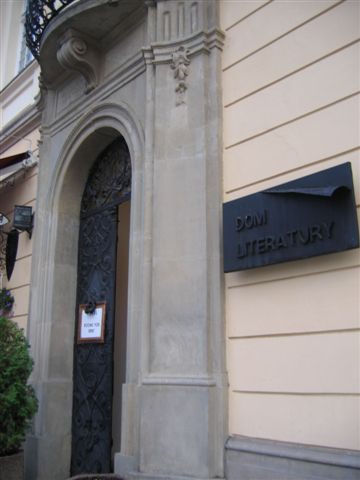
Dom Literatury, ul. Krakowskie Przedmieście 87/89, Warszawa